# Хорошенькое
Хоро́шенькое — село в Красноярском районе Самарской области. Административный центр сельского поселения Хорошенькое.

## География
Село находится на расстоянии примерно 12 км (по прямой) к северо-востоку от села Красный Яр, административного центра района.

### Часовой пояс
Село Хорошенькое, как и вся Самарская область, находится в часовой зоне МСК+1. Смещение применяемого времени относительно UTC составляет +4:00.

## История
Основано в 1733 году, название дано по местной речке. В 1834 году в селе была построена Покровская церковь. В 1865 году была открыта земско-общественная смешанная школа. В 1894 году открылось церковно-приходское женское училище. В советское время работал колхоз «Октябрь». В сентябре 2021 года власти Самарской области официально объявили о намерении построить рядом с селом крематорий.

## Население
| 2010 |
| ---- |
| 568  |

### Национальный состав
Согласно результатам переписи 2002 года, в национальной структуре населения русские составляли 62 % из 554 чел., казахи — 26 %.